# 臺灣台語語言能力認證
臺灣台語語言能力認證，原名閩南語語言能力認證（臺羅：Bân-lâm-gú Gú-giân Lîng-li̍k Jīn-tsìng），是中華民國教育部設計並負責規劃的台語（臺灣閩南語）能力認證考試。

## 考試內容
考試之書寫系統以教育部公告之「臺灣閩南語羅馬字拼音方案」（臺羅正式版）與「臺灣閩南語推薦用字」（700字詞）為標準。考試不分方言腔調，出題者會選擇各地腔調相同的語音及詞彙，避免針對語音腔調出題，分為入門、基礎、進階、高階、流利、精通六級。考生必須達到中高級以上的程度，才能在學校從事鄉土語言教學工作。教育部第一年委託成功大學台語認證團隊負責研發，並於2009年辦理兩次預試。目前，只有成大台灣語文測驗中心和教育部是辦理台語/閩南語認證的單位。目前教育部閩南語認證的信度、效度及考試題型均與成大的全民台語認證一致。

## 爭議
原本預定於2009年正式辦理考試，後因試務預算於立法院遭中國國民黨洪秀柱等人刪除故延後至2010年才開始辦理。部分民間團體對此表示抗議，認為這是要消滅台語。洪秀柱則表示，因為教育部重複編列語文相關預算，且認證考試內容設計未成熟，故刪除當年的部分預算，並非要打擊母語教學。
成功大學為避免臺灣閩南語認證再度受到政治的影響，改以自籌經費的方式辦理全民台語認證。

## 外部連結
- 教育部臺灣台語語言能力認證考試官方網站 （页面存档备份，存于）
- 教育部臺灣閩南語語言能力認證作業要點
- 台灣語文測驗中心 （页面存档备份，存于）
- 臺灣閩南語語言能力認證預試網 （页面存档备份，存于）